# Strumenti Stradivari
Questo è un elenco di strumenti Stradivari  costruiti dai membri della ditta di Antonio Stradivari.

## Strumenti Stradivari

### Violini
Questo elenco ha 248 voci ed è ordinato per data di fabbricazione.
| Soprannome                                     | Anno  | Provenienza | Note |  |
| ---------------------------------------------- | ----- | --- | --- |  |
| ex-Sachs                                       | 1666  | Madame Sachs | Storicamente importante, è uno dei primi violini conosciuti di Stradivari. Nel 2008 in vendita da Poesis Fine Instruments. |  |
| Back                                           | 1666  | Fridart Foundation | |  |
| Dubois                                         | 1667  | Canimex Inc. | In prestito ad Alexandre Da Costa. |  |
| Aranyi                                         | 1667  | Francis Aranyi (collezionista) | Venduto da Sotheby's (Londra), il 12 novembre 1986. |  |
| ex-Capitano Saville                            | 1667  | Jean-Baptiste Vuillaume Capitano Saville (1901–1907) | Attualmente in prestito ad André Rieu. |  |
| Amatese                                        | 1668  | | Sebbene elencato in molti libri di riferimento come uno dei primi strumenti di Stradivari, l'opinione moderna è che non si tratti di uno Stradivari; fu venduto a Sotheby's New York il 3 febbraio 1982 come "un violino interessante". |  |
| Clisbee                                        | 1669  | Mrs. Clisbee | In mostra al Museo del violino (Cremona, Italia) dal 2003. |  |
| Oistrakh                                       | 1671  | Elisabetta di Baviera, regina del Belgio Museo Glinka, Mosca | Precedentemente di proprietà di David Oistrakh, che lo ereditò nel 1969 per volontà di Elisabetta di Baviera, regina del Belgio. Non ha mai suonato con questo strumento, costruito nello stile di Nicola Amati, a causa della scala ridotta, scomoda per la sua mano. La vedova di Oistrakh ha donato il violino al Museo Glinka. Fu rubato nel maggio 1996, ma recuperato nel 2001. |  |
| Sellière                                       | 1672  | Carlo VI di Spagna | |  |
| Spagnolo; ex-Faltin                            | 1678  | Fondazione culturale finlandese (Suomen Kulttuurirahasto) | In prestito a Elina Vähälä. Nel 2011 è stato rivelato che lo strumento è stato in realtà realizzato da Girolamo Amati. |  |
| Hellier                                        | 1679  | Sir Samuel Hellier (The Wodehouse) | Smithsonian Institution |  |
| Paganini-Desaint                               | 1680  | Nippon Music Foundation | Questo violino insieme al violino Paganini-Conte Cozio di Salabue del 1727, la viola Paganini-Mendelssohn del 1731 ed il violoncello Paganini-Ladenburg del 1736 compone il Quartetto Paganini; la fondazione possiede più di una dozzina di strumenti Stradivari. In prestito a Rainer Schmidt, Hagen Quartet. |  |
|                                                | 1680  | Collezione dei coniugi Rin Kei Mei. | |  |
| Reynier - Conte di La Chesnais                 | 1681  | Léon Reynier Conte di La Chesnais | Presumibilmente donato da Napoleone III al violinista francese Léon Reynier, che lo vendette al conte di La Chesnais di Marsiglia nel 1881. Con l'intermediazione di Albert Caressa divenne parte della collezione di John Wanamaker nel 1924, quando fu acquistato dalla Rudolph Wurlitzer Company nel 1929. Il suo ultimo proprietario noto fu Miles Franklin Yount. Reynier possedeva anche un violino del 1727 (vedi sotto). |  |
| Fleming                                        | 1681  | | |  |
| Bucher                                         | 1683  | | |  |
| Derpinina                                      | 1683  | | |  |
| Cipriani Potter                                | 1683  | Cipriani Potter | |  |
| Cobbett; ex-Holloway                           | 1683  | | In prestito a Sejong, mediato dalla Stradivari Society. |  |
| ex-Croall                                      | 1684  | Banca WestLB | |  |
| ex-Elphinstone                                 | 1684  | | Di proprietà dal 2005 di Philip Greenberg, direttore artistico e direttore d'orchestra della Filarmonica Nazionale dell'Ucraina, Kiev. |  |
| Spinola                                        | 1685  | Marchese Spinola Mark Kaplan | |  |
| ex-Arma Senkrah                                | 1685  | Fondazione Ruggeri | In prestito a Bogdan Božović . |  |
| ex-Castelbarco                                 | 1685  | | |  |
| Eugenie, ex-Mackenzie                          | 1685  | anonimo | In prestito a Swang Lin, primo violino associato dell'Orchestra Sinfonica di Fort Worth. |  |
| ex-Nachez                                      | 1686  | dr. Winfred e John Constable. | |  |
| Rosenheim                                      | 1686  | William Rosenheim. | |  |
| Goddard                                        | 1686  | Miss Goddard; Antonio Fortunato. | |  |
| Ex Bello, Marie Law                            | 1687  | - c. 1875: da George Parsons a Hart & Son (Londra) - c. 1900: John Lawson (Liverpool) - c. 1910: anonimo, prestato a Marie Law - 1921: Robert A. Bower (Somerset, UK) - 1924: Rudolph Wurlitzer Company (Cincinnati, Ohio) - 1927: J. Mariano Bello (Messico) - 1997: anonimo - 2012: collezionista italiano da un'asta di Rare Violins of New York | In prestito a Maristella Patuzzi. Lo Stradivari è stato utilizzato per registrare l'album Decca Intimamente Tango (2015, n. 481 1489) e un nuovo concerto per violino di Manuel De Sica pubblicato da Brilliant Classics (2014, n. 94905). |  |
| Ole Bull                                       | 1687  | Ole Bull (1844) Dr. Herbert Axelrod (1985–1997) | Donato alla Smithsonian Institution nel 1997 da Herbert R. Axelrod, ora parte del Quartetto Axelrod. |  |
| Mercury-Avery                                  | 1687  | | In prestito a Jonathan Carney, primo violino della Baltimore Symphony Orchestra dal 2002. |  |
|                                                | 1688  | Collezione dei coniugi Rin Kei Mei. | |  |
| Baumgartner                                    | 1689  | Canada Council for the Arts | In prestito a Emma Meinrenken fino al 2021. |  |
| Arditi                                         | 1689  | Dextra musica AS (Norvegia) | In prestito a Elise Båtnes, primo violino della Filarmonica di Oslo. |  |
| Spagnolo I                                     | 1689  | Patrimonio Nazionale (Palazzo Reale, Madrid, Spagna). | Intervallo di date 1687–1689; parte di una coppia di violini (Spagnolo I e II) denominati los Decorados e los Palatinos; anche noto collettivamente come del Quintetto reale quando incluso con la viola Spagnola (1696) e il violoncello Re di Spagna (1694). |  |
| Spagnolo II                                    | 1689  | Patrimonio Nazionale (Palazzo Reale, Madrid, Spagna) | Intervallo di date 1687–1689; parte di una coppia di violini (Spagnolo I e II) denominati los Decorados e los Palatinos; anche noto collettivamente come del Quintetto reale quando incluso con la viola Spagnola (1696) e il violoncello Re di Spagna (1694). |  |
| Ex-Leopold Auer                                | 1690  | | In prestito a Vadim Gluzman, mediato dalla Stradivari Society. |  |
| Bingham                                        | 1690  | | |  |
| Toscano                                        | 1690  | - Cosimo III de' Medici - 1953: Museo degli strumenti musicali dell'Accademia Nazionale di S. Cecilia (Roma) | Uno dei due violini costruiti per Cosimo III de' Medici insieme al violoncello Mediceo e ai quali furono poco dopo aggiunte le due viole tenore e contralto (il Tenore toscano e la Toscana) formando il Quintetto Mediceo. Il secondo violino è attualmente perduto. |  |
| Boissier-Sarasate                              | 1690  | Conservatorio Reale di Madrid | Prende il nome dal suo proprietario: questo violino è uno dei due strumenti Stradivari che in precedenza appartenevano al musicista navarrese Pablo de Sarasate. |  |
| Ex-Ries                                        | 1691  | Reinhold Würth Music Foundation | In prestito a József Lendvay Jr. dal 2008. |  |
| Bennett                                        | 1692  | Winterthur-Versicherungen | In prestito a Hanna Weinmeister. |  |
| Falmouth                                       | 1692  | Gert-Jan Kramer. | In prestito a Alex Kerr, primo violino, Dallas Symphony Orchestra. |  |
| Longuet                                        | 1692  | Cité de la musique, Parigi | Donato nel 1890. In mostra al museo. |  |
| Gould                                          | 1693  | George Gould. | Lasciato in eredità da Gould al Metropolitan Museum nel 1955. Nel 1975 è stato riportato all'assetto barocco originale. |  |
| Harrison                                       | 1693  | - Richard Harrison - Henry Hottinger - Kyung-wha Chung | Nella collezione del National Music Museum. |  |
| Baillot-Pommerau                               | 1694b | | Precedentemente di proprietà di Arthur Catterall, poi di Alfredo Campoli. |  |
| Halíř                                          | 1694  | - Karel Halíř - Philip Greenberg, direttore e direttore artistico della Filarmonica Nazionale dell'Ucraina - Dr. Harold Dinkens - Robert Schumitzky, primo violino associato all'Opera Pacific Orchestra e primo violino all'Orchestra Nova San Diego e Pacific Symphony | Karel Halíř presentò per la prima volta con questo strumento la nuova versione del Concerto per violino di Sibelius il 19 ottobre 1905, con Richard Strauss alla direzione della Staatskapelle Berlin. |  |
| Francesca                                      | 1694  | Metropolitan Museum of Art | Lascito di Annie Bolton Matthews Bryant 1933. |  |
| Rutson                                         | 1694  | Royal Academy of Music | Suonato da Clio Gould. |  |
| Fetzer                                         | 1695  | | |  |
| Lincoln                                        | 1695  | | Lasciato in eredità alla città di Lincoln nel 1970 dalla signora Dudley Pelham a condizione che fosse prestato all'Orchestra Hallé per uso del loro primo violino. |  |
|                                                | 1696  | | Di proprietà del musicista classico di origini coreane Min-Jin Kym. Fu rubato alla stazione di Euston a Londra nel 2010, ma recuperato nel 2013 e venduto all'asta per £ 1,38 milioni al violinista inglese Andrew Bernardi. |  |
| Paganini                                       | 1697  | Edvin Marton | Dima Bilan, insieme con Evgeni Plushenko e Edvin Marton suonando il suo Stradivari, vinsero l'Eurovision Song Contest 2008. |  |
| Molitor                                        | 1697  | - Madame Juliette Récamier, Parigi (?–1804) - Count Gabriel-Jean-Joseph Molitor, Parigi (1804–1849) - Famiglia Molitor (1849–1917) - J. Mazeran, Parigi (1917–1923) - The Curtis Institute, Philadelphia (1929–1936) - R. A. Bower, Somerset (1937–1957) - Muriel Anderson, Londonderry (1957–1989) - Elmar Oliveira (1989–1994) - Albert Stern (1994–2010) - Anne Akiko Meyers (2010–) | Si pensa che sia appartenuto in precedenza a Napoleone Bonaparte. Venduto da Tarisio Auctions per $ 3 600 000, un nuovo record mondiale, fino alla vendita del Lady Blunt il 20 giugno 2011. |  |
| Cecilia CA (Capitulum Agriense)                | 1697  | Proprietà di Zelnik István Southeast Asian Gold Museum dal 2011 e prestato a Katalin Kokas per cinque anni. | Johann Ladislaus Pyrker, 1827; uno sconosciuto religioso protestante o ebreo, 1945; Aranymúzeum, 2011 |  |
| Cabriac                                        | 1698  | | |  |
| Barone Knoop                                   | 1698  | | Uno degli undici violini Stradivari associati al barone Johann Knoop. |  |
| Joachim                                        | 1698  | Ray Chen (in prestito) | Precedentemente di proprietà del violinista ungherese Joseph Joachim, attualmente di proprietà della Nippon Music Foundation. |  |
| Duca di Camposelice                            | 1699  | Cho-Liang Lin | |  |
| Lady Tennant; Lafont                           | 1699  | Charles Phillipe Lafont Marguerite Agaranthe Tennant | In prestito a Xiang Gao, mediato dalla Stradivari Society; venduto all'asta di Christie's per 2,032 milioni di dollari, aprile 2005. |  |
| Contessa di Polignac                           | 1699  | | In prestito a Gil Shaham. |  |
| Castelbarco                                    | 1699  | Biblioteca del Congresso (Stati Uniti) | Donato da Gertrude Clarke Whittall. |  |
| Kustendyke                                     | 1699  | Royal Academy of Music | |  |
| Crespi                                         | 1699  | Fondazione Fridart | |  |
| Berger                                         | 1700  | - Charles Auguste de Bériot - Henri Vieuxtemps - Guillaume Brochon - Jean Salis - Isador Berger - Ralph P. Powell | Attualmente in possesso di Bein & Fushi Violins. |  |
| ex-Berglund                                    | 1699  | Fondazione culturale finlandese (Suomen Kulttuurirahasto) | Precedentemente di proprietà del direttore d'orchestra Paavo Berglund. Acquistato dal patrimonio di Berglund dalla Fondazione culturale finlandese nel giugno 2012. In prestito a Antti Tikkanen. |  |
| Penny                                          | 1700  | Barbara Penny | |  |
| Dragonetti                                     | 1700  | Nippon Music Foundation | Precedentemente di proprietà di Alfredo Campoli, ora suonato da Veronika Eberle. |  |
| Jupiter                                        | 1700  | Giovanni Battista Viotti | Posseduto e suonato dal 1964 da Arnold Belnick, Los Angeles, California. |  |
| Taft; ex-Emil Heermann                         | 1700  | Consiglio canadese per le Arti | In prestito a Nikki Chooi che fu dal 2009 al 2012 beneficiario del Guarneri del 1729 di proprietà del Consiglio canadese per le Arti, ora in prestito al fratello minore di Chooi, Timothy Chooi. |  |
| Ward                                           | 1700  | Biblioteca del Congresso (Stati Uniti) | Donato da Gertrude Clarke Whittall. |  |
| Dushkin                                        | 1701  | Chimei Museum | In prestito a Dennis Kim, primo violino, Pacific Symphony. |  |
| Markees                                        | 1701  | Music Chamber of Hong Kong | |  |
| Brodsky                                        | 1702  | - Adolf Brodsky (Warsaw) - Hamma & Co. (Stuttgart) - E. Bernhard (Ravel), 1930 - Harry Wahl (Viborg, Finland), 1930–40 - Emil Herrmann, 1947 - Alexander Schneider, 1947–56 - Isidore Cohen, 1956–2005 - anonimo, 2006 | Prende il nome da Adolph Brodsky, che lo suonò nella prima esecuzione del Concerto per violino di Čajkovskij il 4 dicembre 1881. In prestito a Kirill Troussov dal 2006. Precedentemente è stato suonato da Adolf Brodsky, Alexander Schneider e Isidore Cohen. |  |
| Irlandese                                      | 1702  | Fondazione artistica della Banca Pohjola (Finlandia) | In prestito a Rebecca Roozeman. |  |
| Conte di Fontana; ex-Oistrakh                  | 1702  | Riccardo Brengola Fondazione Pro Canale | Precedentemente in prestito a Mariana Sîrbu, ora a Pavel Berman. Precedentemente di proprietà di David Oistrakh (1959-1966). Dopo lo Jusupov del 1736 fu il suo secondo Stradivari, acquistato a Parigi nel 1959 e scambiato nel 1966 con il Marsick del 1705. |  |
| Lukens; Edler; Voicu                           | 1702  | A. W. Lukens Ion Voicu Ministero romeno della cultura | In prestito a Alexandru Tomescu fino al 2023. |  |
| König Maximilian Joseph                        | 1702  | - Massimiliano Giuseppe III di Baviera, 1745–77 - re Massimiliano Giuseppe di Baviera, 1799–1825 - re Ludovico II di Baviera, 1864 - Franz Rampftler (Monaco di Baviera), 1886 - von Knörzinger e famiglia, 1920–23 - Hug & Co., 1923 - Hamma & Co. (Stoccarda) - Marc E. Maartens (Kew Gardens) - Victor Mannheimer, 1925–28 - Famiglia Mannheimer, 1928–61 - Rembert Wurlitzer Inc., 1961 - Irving Levick (Buffalo), 1961–98 - sostenitore anonimo della Stradivari Society - gruppo di investitori anonimi, 2007 | In prestito per tutta la vita a Berent Korfker. |  |
| Lyall                                          | 1702  | | |  |
| Antonio Stradivari                             | 1703  | Stato tedesco | In mostra al Musikinstrumenten-Museum, Berlino. |  |
| Rouse-Boughton                                 | 1703  | Banca Nazionale Austriaca | In prestito a Boris Kuschnir del Quartetto Kopelman. |  |
| Lord Newlands                                  | 1702  | Nippon Music Foundation | In prestito a Ray Chen. |  |
| Allegretti                                     | 1703  | | |  |
| Alsager                                        | 1703  | | |  |
| Lady Harmsworth                                | 1703  | Paul Bartel | In prestito a Kristóf Baráti previo accordo con la Stradivarius Society di Chicago. |  |
| Emiliani                                       | 1703  | Anne-Sophie Mutter | |  |
| Aurora, ex-Foulis                              | 1703  | | In prestito a Karen Gomyo. |  |
| ex-Liebig                                      | 1704  | Baron Liebig Wolfgang Schneiderhan Rony Rogoff | Proprietà di Baron Liebig from 1911; Proprietà di Wolfgang Schneiderhan from 1952-1991; Proprietà di Rony Rogoff (1991-2004) Currently Proprietà di Dkfm Angelika Prokopp Privatstiftung, in prestito a Julian Rachlin. |  |
| Betts                                          | 1704  | Biblioteca del Congresso (Stati Uniti) | Donato da Gertrude Clarke Whittall. |  |
| Gleni                                          | 1704  | | |  |
| Bella addormentata                             | 1704  | Landeskreditbank Baden-Württemberg – Förderbank (L-Bank) | In prestito a Isabelle Faust. Uno dei pochi violini Stradivari con ancora il manico originale. |  |
| Principe Obolensky                             | 1704  | | In prestito a Esther Yoo. |  |
| Barone von der Leyen                           | 1705  | privato | Venduto all'asta da Tarisio il 26 aprile 2012 per $2,6 milioni. |  |
| ex-Marsick; ex-Oistrakh                        | 1705  | | Precedentemente di proprietà di David Oistrakh (1966–1974), acquistato in cambio del Conte di Fontana del 1702. |  |
| ex-Tadolini                                    | 1706  | Collezione dei coniugi Rin Kei Mei. | |  |
| ex-Brüstlein                                   | 1707  | Banca Nazionale Austriaca | |  |
| La Cathédrale                                  | 1707  | Nigel Kennedy | |  |
| ex-Prihoda                                     | 1707  | Luz Leskowitz | Precedentemente di proprietà del violinista ceco Váša Příhoda, insegnante di Luz Leskowitz. |  |
| Hammer                                         | 1707  | Christian Hammer (collezionista) | Venduto a Christie's New York il 16 maggio 2006 per un record di $ 3 544 000 (€ 2 765 080) dopo cinque minuti di offerta. |  |
|                                                | 1707  | Collezione di Stato russa, Museo Glinka, Mosca. | |  |
| Davidoff                                       | 1708  | Cité de la musique, Parigi | Lasciato in eredità al museo nel 1887. |  |
| Tua                                            | 1708  | Cité de la Musique, Parigi | Donato al museo nel 1935. |  |
| Burstein; Bagshawe                             | 1708  | | Proprietà della famiglia Jacobs, prestato a Jeff Thayer, primo violino della San Diego Symphony. |  |
| Huggins                                        | 1708  | Nippon Music Foundation | In prestito al più recente vincitore del concorso violinistico Queen Elisabeth Competition, attualmente Stella Chen, vincitrice dell'edizione 2019 |  |
| Regent                                         | 1708  | Di proprietà della Fondazione Fridart. | |  |
| Rubino                                         | 1708  | | In prestito a Chen Xi, mediato dalla Stradivari Society. |  |
| Strauss                                        | 1708  | | In prestito a Clara-Jumi Kang, mediato dalla Stradivari Society. |  |
| Greffuhle                                      | 1709  | | Donato alla Smithsonian Institution nel 1997 da Herbert R. Axelrod. Ora parte del Quartetto Axelrod. |  |
| Berlin Hochschule                              | 1709  | | |  |
| ex-Hämmerle; ex-Adler                          | 1709  | Banca Nazionale Austriaca | In prestito a Rainer Honeck. |  |
| Ernst                                          | 1709  | Heinrich Wilhelm Ernst, circa 1850–1865 Wilma Neruda, 1872 | In prestito a Dénes Zsigmondy fino al 2003. |  |
| Engleman                                       | 1709  | Nippon Music Foundation. | |  |
| King Maximilian; Unico                         | 1709  | Axel Springer Foundation | In prestito a Michel Schwalbé, primo violino dei Berliner Philharmoniker (1966–1986); riportato come rubato nel in 1999. |  |
| Viotti; ex-Bruce                               | 1709  | Royal Academy of Music | Assegnato alla Royal Academy of Music dopo l'acquisizione da parte del governo inglese nel luglio 2005 al posto di tassa di successione, con finanziamenti aggiuntivi da National Heritage Memorial Fund, National Art Collections Fund, J & A Beare, The Belmont Trust, Nigel Brown, membri della famiglia Bruce, Albert Frost CBE, Elizabeth Insall, Ian Stoutzker OBE, Old Possum's Practical Trust, The Culture Show del BBC Two e donatori anonimi. |  |
| Marie Hall                                     | 1709  | Giovanni Battista Viotti Chimei Museum | Prende il nome dalla violinista Marie Hall. |  |
| ex-Kempner                                     | 1709  | | In prestito a Soovin Kim. |  |
| La Pucelle                                     | 1709  | Huguette Clark David L. Fulton | Il liutaio parigino Jean-Baptiste Vuillaume lo smontò nel XIX secolo e aggiunse una cordiera con una scultura di Giovanna d'Arco, la vergine guerriera conosciuta come La Pucelle. |  |
| Camposelice                                    | 1710  | Nippon Music Foundation | In prestito a Svetlin Roussev. |  |
| Lord Dunn–Raven                                | 1710  | Anne-Sophie Mutter | |  |
| ex-Roederer                                    | 1710  | | In prestito a David Grimal. Proprietà di Ayla Erduran per 37 anni. |  |
| ex-Vieuxtemps                                  | 1710  | Acquistato nel 1900 da Leopold Geissmar, avvocato e musicista dilettante di Mannheim. Sua figlia Berta lo ereditò nel 1944. | Da non confondere con il violino Vieuxtemps-Hauser in prestito a Samuel Magad, primo violino della Chicago Symphony Orchestra nel periodo 1972–2007. |  |
| Davis                                          | 1710  | Coniugi William S. Davis | In prestito a Michael Shih, primo violino della Fort Worth Symphony Orchestra. |  |
|                                                | 1710  | Collezione di Stato russa, Museo Glinka, Mosca. | |  |
| Antonius                                       | 1711  | Metropolitan Museum of Art | Eredità di Annie Bolton Matthews Bryant, 1933. |  |
| Lady Inchiquin                                 | 1711  | Prima di proprietà di Fritz Kreisler. | Suonato da Frank Peter Zimmermann, acquistato appositamente dalla compagnia bancaria tedesca WestLB. |  |
| Conte di Plymouth; Kreisler                    | 1711  | Los Angeles Philharmonic | Trovato in un magazzino nella tenuta del Conte di Plymouth insieme ai violini Il Messia e Alard nel 1925; acquistato da Fritz Kreisler nel 1928 e successivamente venduto nel 1946. |  |
| Liegnitz                                       | 1711  | | Prima di proprietà di Szymon Goldberg. |  |
| Viotti                                         | 1712  | Giovanni Battista Viotti Collezione Henry Hottinger | Proprietà dal 1965 di Isaac Hurwitz. |  |
| Le Fountaine                                   | 1712  | | Questo è un violino piccolo del 1712 – leggermente più corto di un violino normale, misura 475 mm di altezza, 100 mm più corto di uno strumento normale. |  |
| Le Brun                                        | 1712  | - Niccolò Paganini - Charles Lebrun - Famiglia Boutillier - fino al 1893 Chardon et Fils - dal 1893 Vincenzo Sighicelli - dal 1922 Otto Senn dal 2008 un concertista anonimo | Venduto all'asta Sotheby's il 13 novembre 2001. Dal novembre 2015 al gennaio 2016 è stato in prestito a Kiril Laskarov, primo violino dell'Arkansas Symphony Orchestra. |  |
| Karpilowsky                                    | 1712  | Harry Solloway | Scomparso: rubato nel 1953 dalla residenza di Solloway a Los Angeles. |  |
| Schreiber                                      | 1713  | | |  |
| Antonio Stradivari                             | 1713  | | |  |
| Boissier-Sarasate                              | 1713  | Conservatorio Reale di Madrid | Eredità Sarasate 1909 |  |
| Daniel                                         | 1713  | | In prestito a Juan Pablo Reynoso |  |
| Sancy                                          | 1713  | Ivry Gitlis | |  |
| Gibson; ex-Huberman                            | 1713  | - Bronisław Huberman - Norbert Brainin - Joshua Bell | Rubato due volte da Huberman. |  |
| Lady Ley                                       | 1713  | Famiglia Stradivari | Proprietà di Jue Yao, violinista cinese. |  |
| Wirth                                          | 1713  | - Nicolò Mori - John Hart - Louis d'Egville - Jan de Graan - Emmanuel Wirth - Max Adler e famiglia - David Montagu - Sergiu Luca - Chimei Museum | |  |
| Delfino                                        | 1714  | Jascha Heifetz Nippon Music Foundation | In prestito a Akiko Suwanai. Chiamato ''Delfino'' nel XIX secolo da George Hart, perché la parte posteriore del violino, con la sua forma e il suo colore luccicante, gli ricordava un delfino. Stimato 4 milioni di euro. |  |
| Soil                                           | 1714  | - Amédée Soil - Yehudi Menuhin - Itzhak Perlman | |  |
| ex-Berou; ex-Thibaud                           | 1714  | Jacques Thibaud | Prima di proprietà di David Oistrakh (il suo primo Stradivari, acquistato negli Stati Uniti nel 1956). |  |
| Le Maurien                                     | 1714  | | Scomparso: rubato nel 2002. |  |
| Leonora Jackson                                | 1714  | Collezione William Sloan | Il primo proprietario noto del "Leonora Jackson" fu il violinista italiano Giuseppe Venturini (morto nel 1719), che si pensa lo abbia portato ad Hannover. Qui entrò successivamente nella collezione di Carlo II, Granduca di Meclemburgo-Strelitz (1741-1816). Verso il 1820 era di proprietà di un funzionario del governo tedesco di nome Hausmann. Arrivò a Joseph Joachim intorno al 1880, probabilmente attraverso un suo amico, il rivenditore August Riechers. Nel 1904 Joachim lo vendette attraverso Lyon & Healy al collezionista N.D. Hawkins di Cambridge Springs, in Pennsylvania. |  |
| Massart                                        | 1714  | Lambert Massart György Pauk | |  |
| Sinsheimer; Generale Kyd; Perlman              | 1714  | Itzhak Perlman David L. Fulton | |  |
| Smith-Quersin                                  | 1714  | Banca Nazionale Austriaca | In prestito a Rainer Honeck, primo violino dei Wiener Philharmoniker. |  |
| Alard-Baron Knoop                              | 1715  | Juan Luis Prieto | Soprannome dal violinista francese Jean-Delphin Alard. Venduto all'asta nel 1981 a un collezionista di Singapore per $1,2 milioni. |  |
| Barone Knoop; ex-Bevan                         | 1715  | David L. Fulton | |  |
| ex-Bazzini                                     | 1715  | | In prestito a Matteo Fedeli. |  |
| Cremonese; ex-Harold; Joseph Joachim           | 1715  | Joseph Joachim Harold Henry Joachim Robert Brandt W.E. Hill & Sons Municipio di Cremona (dal 1961) | In mostra al Museo del violino, Cremona, Italia. |  |
| Joachim d’Aranyi                               | 1715  | Joseph Joachim Adela d’Aranyi Fachiri Nippon Music Foundation | In prestito a Ray Chen. |  |
| Imperatore                                     | 1715  | - George Haddock (1876–1907) - Edgar Haddock (1907–1910) - Jan Kubelík | Venduto a Jan Kubelík nel 1910 per £10 000. In prestito a Yūko Shiokawa. |  |
| Duca di Cambridge; ex-Pierre Rode              | 1715  | - Pierre Rode - Leopold Auer - Oscar Shumsky - NPO "Yellow Angel" | Precedentemente prestato a Ryu Gotō. |  |
| Lipiński                                       | 1715  | Giuseppe Tartini | In prestito al primo violino della Milwaukee Symphony Orchestra, Frank Almond. Rubato in una rapina a mano armata il 27 gennaio 2014 e successivamente recuperato. |  |
| Marsick                                        | 1715  | James Ehnes | |  |
| Tiziano                                        | 1715  | Cho-Liang Lin | |  |
| Ex Adolf Busch                                 | 1716  | | Proprietà di David Garrett dal 2010. |  |
| Le Provigny                                    | 1716  | Cité de la musique, Parigi | In eredità al Museo nel 1909. |  |
| Cessole                                        | 1716  | | |  |
| Berthier                                       | 1716  | Barone Vecsey de Vecse Franco Gulli | |  |
| Booth                                          | 1716  | Nippon Music Foundation | In prestito a Arabella Steinbacher; precedentemente prestato a Shunsuke Sato; precedentemente prestato a Julia Fischer. |  |
| Colossus                                       | 1716  | Luigi Alberto Bianchi | Scomparso; rubato a Roma, in Italia, nel novembre 1998. |  |
| Duranti                                        | 1716  | In prestito a Mariko Senju dal 2002. | |  |
| Milstein ex Goldman                            | 1716  | Nathan Milstein | Venduto da Charles Beare e dalla famiglia Milstein a Jerry Kohl. |  |
| Monasterio                                     | 1716  | Ruggiero Ricci | Prende il nome dal violinista e compositore Jesús de Monasterio. Cyrus Forough. |  |
| Provigny                                       | 1716  | | |  |
| Messia-Salabue                                 | 1716  | Ashmolean Museum Oxford | In mostra all'Oxford Ashmolean Museum; fatto con lo stesso albero di un violino P.G. Rogeri del 1710. |  |
| ex-Windsor-Weinstein; Fite                     | 1716  | Consiglio canadese per le Arti | In prestito a Timothy Chooi. |  |
| Baron Wittgenstein                             | 1716  | Stato bulgaro | Precedentemente di proprietà di John Corigliano Sr. (ex primo violino della New York Philharmonic). In prestito a Mincho Minchev dal 1979. |  |
| Gariel                                         | 1717  | Jaime Laredo | Nicola Benedetti |  |
| ex-Wieniawski                                  | 1717  | | |  |
| ex-Rudolf Baumgartner                          | 1717  | Lucerne Festival Strings | In prestito a Daniel Dodds. |  |
| Toenniges                                      | 1717  | Strad with the Vuillaume Back Lawrence Welk Dick Kesner | Dick Kesner Paul Toenniges (Studio City, California) |  |
| Kochanski                                      | 1717  | Pierre Amoyal Paweł Kochański | Rubato nel 1987; recuperato nel 1991. |  |
| Sasserno                                       | 1717  | Nippon Music Foundation. | In prestito a Viviane Hagner fino al 2012. In prestito a Alina Pogostkina dal 2013. |  |
| Maurin                                         | 1718  | Royal Academy of Music, Londra, Rutson Bequest | |  |
| Viotti; ex-Rosé                                | 1718  | Giovanni Battista Viotti Banca nazionale austriaca | In prestito a Volkhard Steude |  |
| Chanot-Chardon                                 | 1718  | Timothy Baker Joshua Bell | A forma di chitarra; In prestito a Simone Lamsma. |  |
| Uccello di fuoco; ex-Saint Exupéry             | 1718  | Salvatore Accardo | Chiamato così per la colorazione della vernice e per il suono brillante dello strumento. |  |
| Marquis de Rivière                             | 1718  | Daniel Majeske | Suonato da Majeske mentre era primo violino dell'Orchestra di Cleveland dal 1969-1993. |  |
| San Lorenzo                                    | 1718  | Georg Talbot | |  |
| ex-Conte Vieri                                 | 1718  | Collezione dei coniugi Rin Kei Mei. | |  |
| Lauterbach                                     | 1719  | Johann Christoph Lauterbach J.B. Vuillaume Charles Philippe Lafont | |  |
| Zahn                                           | 1719  | LVMH | |  |
| Wieniawski, Bower                              | 1719  | Mercedes Benz di Zurigo | In prestito a Klaidi Sahatci, primo violino dell'Orchestra della Tonhalle di Zurigo. |  |
| Malakh                                         | 1719  | dr. L. Looby | Malakh House. Suonato l'ultima volta nel 1946. |  |
| Woolhouse                                      | 1720  | suonato da Rudolf Koelman. | |  |
| ex-Bavarese                                    | 1720  | Metropolitan Museum of Art | [ 95 ] |  |
| Madrileño                                      | 1720  | - Rimma Sushanskaya - Teacher of Harvard - Wife of Benjamin Franklin - Rembert Wurlitzer - Duques de Osuna - Ruggiero Ricci | |  |
| von Beckerath                                  | 1720  | Michael Antonello | |  |
| ex-Thibaud                                     | 1720  | Jacques Thibaud | Distrutto nello schianto del volo 178 di Air France il 1º settembre 1953. |  |
| Sinsheimer; Iselin                             | 1721  | | Rubato ad Hannover, in Germania nel 2008; recuperato nel 2009. |  |
| Lady Blunt                                     | 1721  | Nippon Music Foundation. | Chiamato così per Lady Anne Blunt, figlia di Ada Lovelace e nipote di Lord Byron). Il Lady Blunt fu venduto l'ultima volta alla casa d'aste Tarisio di Londra il 20 giugno 2011 per £9.808.000 ($15,9 milioni di dollari), con i ricavi della Fondazione Nippon destinati al fondo per il terremoto e lo tsunami del Giappone nord-orientale. |  |
| Leclair                                        | 1721  | Jean-Marie Leclair | In prestito a Guido Rimonda. |  |
| Mendelssohn                                    | 1720  | - Joseph Joachim - Mendelssohn family - Elizabeth Pitcairn | Ispirazione per il film del 1998 ''Il violino rosso''. Precedentemente parte del quartetto di Stradivari della famiglia von Mendelssohn a Berlino. |  |
| Birsou                                         | 1721  | - Léon Reynier - Joan Field - Vy Thanh Dat - Vietnam | Precedentemente di proprietà del Metropolitan Museum of Art. Joan Field, una violinista americana (1915-1988) nota anche come una dei suoi proprietari, suonò il Birsou dal 1921 al 1929. Nel 2002 Joshua Bell registrò Oh mio babbino caro sul Birsou. |  |
| MacMillan                                      | 1721  | Tossy Spivakovsky | prestato a Ray Chen tramite la Young Concert Artists dal 2008 al 2012; in prestito a Ning Feng tramite Première Performances of Hong Kong (2012-oggi). |  |
| Artot                                          | 1722  | Lorin Maazel | |  |
| Jules Falk                                     | 1723  | Viktoria Mullova | Acquistato dal violinista americano Jules Falk nel 1907. Bambino prodigio, Falk entrò nell'Orchestra di Filadelfia sotto Stokowski all'età di 17 anni e in seguito fu direttore musicale dello Steel Pier di Atlantic City. Ha suonato questo violino Stradivari fino alla sua morte nel 1957. |  |
| Jupiter; ex-Goding                             | 1722  | Nippon Music Foundation | In prestito a Ryu Gotō; precedentenmente a Midori Gotō, Daishin Kashimoto e Manrico Padovani. |  |
| Laub-Petschnikoff                              | 1722  | | |  |
| Elman                                          | 1722  | Chimei Museum | |  |
| Cádiz                                          | 1722  | Joseph Fuchs | In prestito a Jennifer Frautschi; prende il nome dalla città di Cadice, in Spagna. |  |
| Rode                                           | 1722  | | |  |
| ex-Vallot                                      | 1722  | Edwin Sherrard Oberlin College (1989). | 2015 restaurato da John K. Becker di Chicago. |  |
| Kiesewetter; ex-Kiesewetter                    | 1723  | Christophe Kiesewetter Clement and Karen Arrison. | In prestito a Philippe Quint, mediato dalla Stradivari Society. Lasciato da Quint in taxi il 21 aprile 2008 e recuperato il giorno seguente. Dal 2010, In prestito a Augustin Hadelich, attraverso la Stradivari Society di Chicago. |  |
| Conte Spencer                                  | 1723  | | In prestito a Nicola Benedetti. |  |
| Sarasate                                       | 1724  | - Koltius Voloninis - Niccolò Paganini (1817–1840) - Jean-Baptiste Vuillaume - Pablo de Sarasate - Cité de la musique, Parigi dal 1909. | Creduto di proprietà della Kotzius Voloninis, fu venduto a Niccolò Paganini nel 1817, alla sua morte nel 1840 da suo figlio a Jean-Baptiste Vuillaume, poi a Pablo de Sarasate che lo lasciò in eredità nel 1909 al Conservatorio di Parigi in memoria dei suoi giorni da studente. In mostra alla Cité de la musique. |  |
| Ex-Szigeti, Ludwig                             | 1724  | Porta l'etichetta "Antonius Stradivarius Cremonensis faciebat Anno 1724". Dal 1989 in possesso del Landesbank Baden-Württemberg e viene prestato a violinisti. | |  |
| Abergavenny                                    | 1724  | | Leonidas Kavakos lo suona dal 2010. |  |
| Brancaccio                                     | 1725  | Distrutto in un'incursione aerea degli Alleati a Berlino. | Di proprietà di Carl Flesch fino al 1928; venduto a Franz von Mendelssohn, banchiere ed violinista dilettante. |  |
| Chaconne                                       | 1725  | Banca Nazionale Austriaca | In prestito a Rainer Küchel. |  |
| Leonardo da Vinci                              | 1725  | Famiglia da Vinci. | |  |
| Lubbock                                        | 1725  | - Jean-Jacques Grasset (17??–1839) - Charles Francois Gand (Parigi) (1839–1844) - Meugy (1844–1892) - W.E. Hill & Sons (1892–1893) - Neville Lubbock e Miss Lubbock (1893–1917) - Destreicher (1917–1925) - W.E. Hill & Sons (1925–1928) - Rudolph Wurlitzer Co. (1925–1928) - Caroline Powers Thomas (Scarsdale NY) (1928– anni '60) | Di proprietà dell'artista/musicista francese Jean-Jacques Grasset fino alla sua morte nel 1839, posseduto e suonato dal musicista dilettante Meugy e in seguito posseduto e suonato da Miss Lubbock stabilendo il suo soprannome di Lubbock. |  |
| Wilhelmj                                       | 1725  | Nippon Music Foundation | In prestito a Baiba Skride; uno dei numerosi violini Stradivari con il soprannome "Wilhelmj". |  |
| Hubay                                          | 1726  | - Niccolò Paganini (fino al 1840) - Baron Achille Paganini (1840) - Jean-Baptiste Vuillaume (fino al 1870) - François van Hal (fino al 1870) - Jenő Hubay (1889–1900) - Eugen Fischer de Farkasházy (1900–1928) - Caressa (1928–) - Albert Caressa (1954–) | Suonato da Paganini, Hubay, Nai-Yuan Hu, Robert Gerle. Attualmente suonato da Edvin Marton. |  |
| Greville; Kreisler; Adams                      | 1726  | Fritz Kreisler | |  |
| Barone Deurbroucq                              | 1727  | - Baron Deurbroucq (L'Aia) (1870) - Robert Crawford (Edimburgo) - W.E. Hill & Sons (1902) - Hans Wessely (1903–1926) - David D. Walton (Boston) (1926) - Emil Herrmann (19??–1945) - Fredell Lack (1945–2014) - Beare's International Violin Society (2015–oggi) | |  |
| Barrère                                        | 1727  | | Precedentemente in prestito a Janine Jansen, ora in prestito a Rosanne Philippens. |  |
| Benvenuti                                      | 1727  | | Proprietà di Maurice Hasson. |  |
| Davidoff-Morini                                | 1727  | Proprietà della violinista Erica Morini, acquistato per lei da suo padre a Parigi nel 1924 per $10,000 | Scomparso: rubato nel 1995. |  |
| ex-Generale Dupont                             | 1727  | Arthur Grumiaux | In prestito a Frank Peter Zimmermann. |  |
| Holroyd                                        | 1727  | | Proprietà di Koh Gabriel Kameda. |  |
| Kreutzer                                       | 1727  | Maxim Vengerov | Uno dei quattro violini Stradivari con il soprannome Kreutzer (1701, 1720, 1731). |  |
| ex-Reynier o Le Reynier; Hart; ex-Francescatti | 1727  | LVMH dal 1993 o 1994 Salvatore Accardo | Prende il nome da Léon Reynier che vinse al Conservatorio di Parigi nel 1847. In prestito a Augustin Dumay. Precedentemente suonato da Kirill Troussov (1997-2006) e Maxim Vengerov, che ora possiede e suona lo Stradivari Kreutzer. |  |
| Paganini-Conte Cozio di Salabue                | 1727  | Nippon Music Foundation | Questo violino e il violino Paganini-Desaint del 1680, la viola Paganini-Mendelssohn del 1731 e il violoncello Paganini-Ladenburg del 1736, compongono il Quartetto Paganini. In prestito a Lukas Hagen, Quartetto Hagen. |  |
| Halphen                                        | 1727  | Fondazione privata Angelika Prokopp | In prestito a Eckhard Seifert. |  |
| Vesuvio                                        | 1727  | Antonio Brosa Remo Lauricella Città di Cremona | In esposizione presso il Museo del Violino, Cremona, Italia. |  |
|                                                | 1727  | Suntory | In prestito a Shion Minami. |  |
| A. J. Fletcher; Red Cross Knight               | 1728  | Fondazione A. J. Fletcher | In prestito a Nicholas Kitchen del Quartetto d'Archi Borromeo; lo strumento è stato realizzato da Omobono Stradivari. |  |
|                                                | 1728  | Fondo strumentale dell'Australian Chamber Orchestra | In prestito a Satu Vänskä, assistente alla direzione dell'orchestra. |  |
| Artot-Alard                                    | 1728  | Endre Balogh | Una copia di questo strumento è stata prodotta nel 1996 da Gregg Alf e Joseph Curtin, utilizzando materiali e metodi moderni; Balogh si esibisce sia sull'originale del 1728 che sulla replica. |  |
| Dragonetti-Milanollo                           | 1728  | - Giovanni Battista Viotti - Domenico Dragonetti - Sorelle Milanollo - Christian Ferras - Pierre Amoyal | In prestito a Corey Cerovsek. |  |
| Perkins                                        | 1728  | Los Angeles Philharmonic | Prende il nome da Frederick Perkins; precedentemente di proprietà di Luigi Boccherini. |  |
| Benny                                          | 1729  | Jack Benny Los Angeles Philharmonic | In eredità alla Los Angeles Philharmonic da Jack Benny. |  |
| Solomon, ex-Lambert                            | 1729  | Murray Lambert Seymour Solomon | Venduto da Christie's, New York, per $ 2.728.000 (€ 2.040.000). |  |
| Innes                                          | 1729  | | In prestito a Eugen Sârbu; Precedentemente in prestito a Henryk Wieniawski. |  |
| Libon                                          | 1729  | Felipe Libon Josef Suk | |  |
| Guarneri                                       | 1729  | Consiglio canadese per le Arti | In prestito a Timothy Chooi, fratello minore del beneficiario del prestito 2009-2012 Nikki Chooi, cui nel 2012 è stato prestato lo Stradivari Taft del 1700 sempre di proprietà del Consiglio. |  |
| Récamier                                       | 1729  | Ueno Fine Chemicals Industry, Ltd. | In prestito a Sayaka Shoji. |  |
| Baldiani                                       | 1730  | - Contessa Baldiani - Suzanne Chaigneau - Fridolin Hamma - Dr. Wolfgang Kuhn | Venduto per $338,500 da Christie's, New York, nell'ottobre 2008. |  |
| Ex-Neveu                                       | 1730  | Marcel Vatelot | Prodotto da Omobono Stradivari. Acquistato da Ginette Neveu nel 1935 per partecipare al concorso Wieniawski. Distrutto in un incidente aereo nel 1949 nelle Isole Azzorre in cui perse la vita anche la Neveu. |  |
| Reale spagnolo                                 | 1730  | Anne Akiko Meyers. | Una volta proprietà del re di Spagna. |  |
| Lady Jeanne                                    | 1731  | Fondazione Donald Kahn | In prestito a Benjamin Schmid. |  |
| Kreutzer                                       | 1731  | Huguette M. Clark | Uno dei quattro violini Stradivari con il soprannome Kreutzer (1701, 1720, 1727). Fallito il tentativo di vendita da Christie's a New York il 18 giugno 2014. |  |
| Garcin                                         | 1731  | - Jules Garcin - Israel Baker - Sidney Harth | |  |
| Heifetz-Piel                                   | 1731  | Rudolph Piel Jascha Heifetz | |  |
| ?                                              | 1731  | Pierre Gerber Hansheinz Schneeberger | Hansheinz Schneeberger, proprietario da 1959. |  |
| Baillot                                        | 1732  | Fondazione Cassa di Risparmio | Prestato a Giuliano Carmignola per la registrazione del Concerto per due violini di Vivaldi. |  |
| Duca di Alcantara                              | 1732  | Un oscuro nobile spagnolo descritto come un aiutante di campo del re Carlo III di Spagna UCLA | Genevieve Vedder ha donato lo strumento al dipartimento di musica dell'UCLA negli anni '60. Nel 1967 lo strumento era in prestito a David Margetts. Non è chiaro se sia stato lasciato sul tetto della sua auto o rubato, ma per 27 anni il violino è stato considerato scomparso fino a quando non fu recuperato da un violinista dilettante che affermò di averlo trovato su un'autostrada senza pedaggio. Fu stabilito un accordo e lo Stradivari fu restituito all'UCLA nel 1995. |  |
| Diamante rosso                                 | 1732  | Louis Von Spencer IV | |  |
| Tom Taylor                                     | 1732  | | Prima di proprietà di Joshua Bell. |  |
|                                                | 1732  | | Attualmente in vendita presso Peter Prier & Sons Violins a Salt Lake City, Utah. |  |
| Lady Rebecca - Arkwright                       | 1732  | - Carlo Alfredo Piatti - John Hungerford Arkwright - Joseph Sylvan - Fondazione Rachel Barton Pine | Donato alla fondazione da Sylvan nel 2015. |  |
| Des Rosiers                                    | 1733  | Angèle Dubeau | Prima di proprietà di Arthur Leblanc |  |
| Huberman; Kreisler                             | 1733  | Bronisław Huberman Fritz Kreisler | |  |
| Khevenhüller                                   | 1733  | Yehudi Menuhin | |  |
| Rode                                           | 1733  | | Attualmente utilizzato da Erzhan Kulibaev per gentile concessione della Fondazione Maggini. |  |
| Ames                                           | 1734  | Roman Totenberg | Rubato nel 1981, trovato nel giugno 2015, tornato alla famiglia Totenberg il 6 agosto 2015. Nell'ottobre 2018 è stato venduto a un acquirente sconosciuto. |  |
| Scotland University                            | 1734  | Sau-Wing Lam Collection | Attualmente utilizzato da Sergei Krylov per gentile concessione della Fondazione Antonio Stradivari di Cremona. |  |
| Barone Feilitzsch; Heermann                    | 1734  | - Baron Feilitzsch - Hugo Heerman - Gidon Kremer | |  |
| Habeneck                                       | 1734  | Royal Academy of Music | |  |
| Hercules; Ysaÿe; ex-Szeryng; anche Kinor David | 1734  | - Eugène Ysaÿe - Charles Münch - Henryk Szeryng - Stato israeliano | Rubato a Ysaÿe durante un concerto a San Pietroburgo nel 1908; l'aveva lasciato incustodito nel camerino. Riapparve in un negozio a Parigi nel 1925. Nel 1972 Szeryng donò lo strumento come Kinor David (violino di David) alla Città di Gerusalemme. Secondo il suo desiderio, il violino deve essere suonato dal primo violino della Israel Philharmonic Orchestra. |  |
| Willemotte                                     | 1734  | | Acquistato da Leōnidas Kavakos nel 2017. |  |
| Lord Amherst di Hackney                        | 1734  | Fritz Kreisler | |  |
| Lamoureux; ex-Zimbalist                        | 1735  | | Scomparso: rubato. |  |
| Muntz                                          | 1736  | Nippon Music Foundation | In prestito a Yuki Manuela Janke, primo violino della Staatskapelle di Dresda. |  |
| ex-Roussy                                      | 1736  | Chisako Takashima. | |  |
| Stradivari Yale                                | 1736  | Yale University, Collection of Musical Instruments. | |  |
| Spiritus Sorsana                               | 1736  | David Montagu | |  |
| Jusupov                                        | 1736  | Collezione di Stato russa, Museo Glinka, Mosca. | Precedentemente in prestito a David Oistrakh (1930–1941) |  |
| Conte d'Amaille                                | 1737  | | |  |
| Lord Norton                                    | 1737  | | |  |
| Il mio preferito; L'ultimo                     | 1737  | | |  |
| Canto del cigno                                | 1737  | etichetta originale: "Antonius Stradivarius Cremonensis / Faciebat Anno 1737 / D'Anno 93". Posseduto e suonato da Ivry Gitlis. | |  |

## Galleria d'immagini

Violini Stradivari al Metropolitan Museum of Art
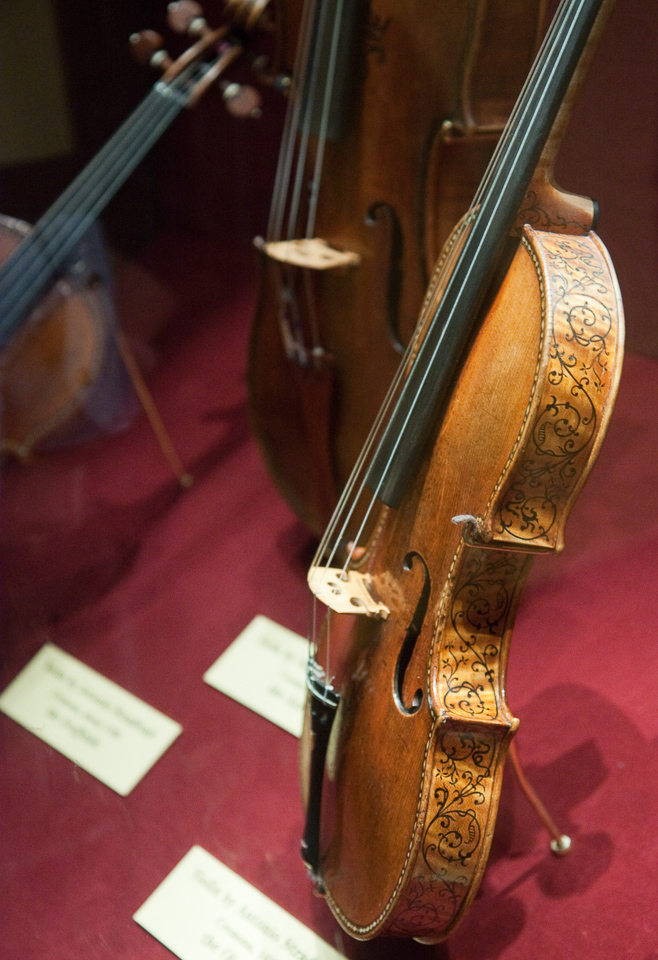
Dettaglio del violino Stradivari Ole Bull (1687)
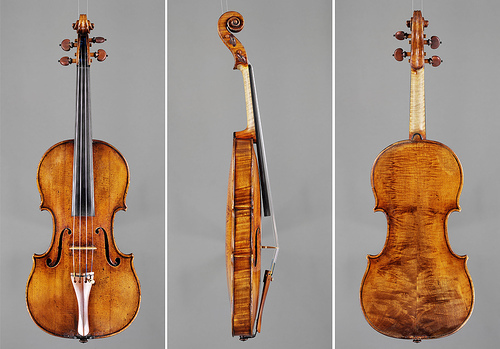
Il violino Stradivari Hubay (1726)
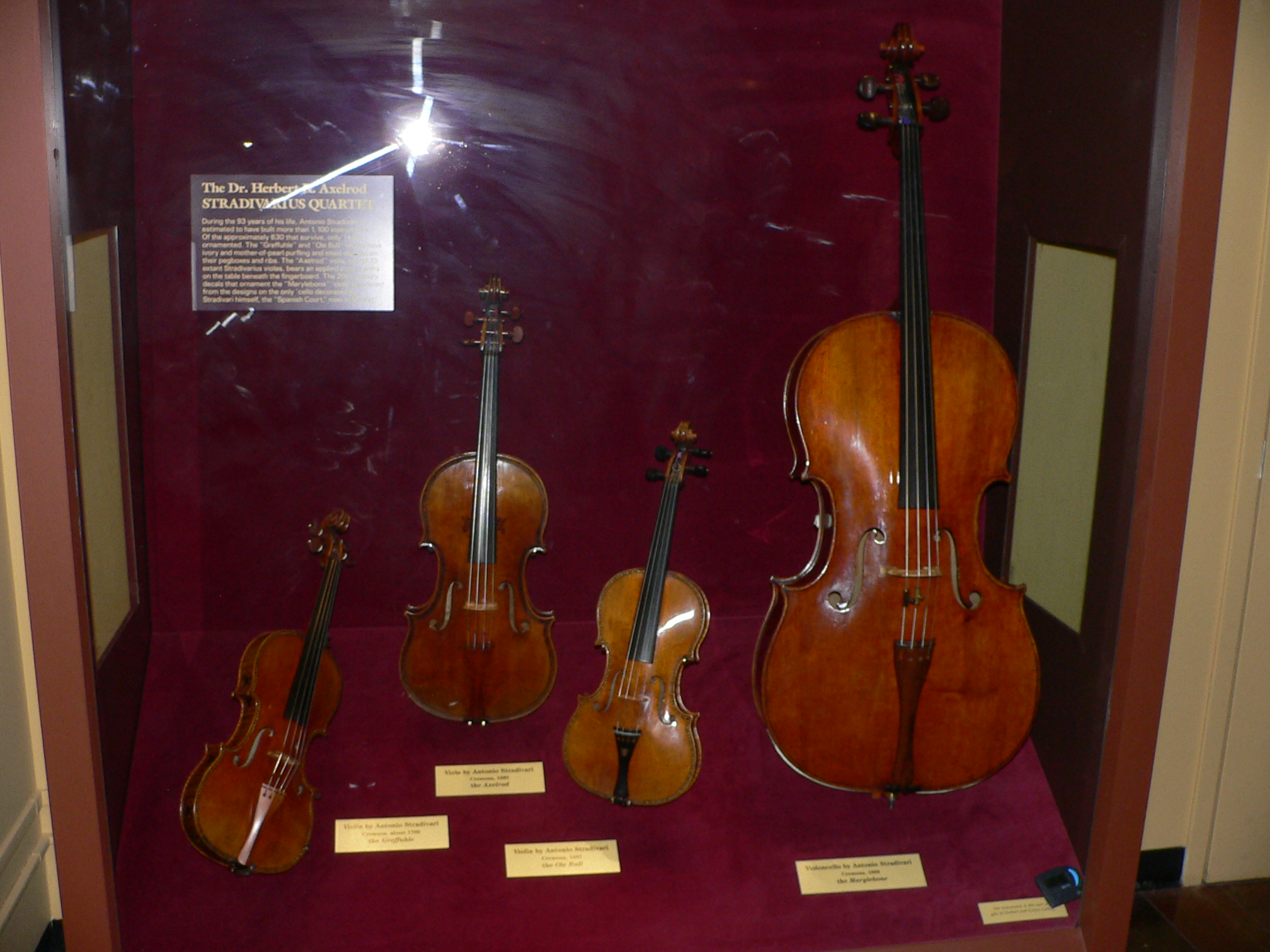
Il quartetto Axelrod

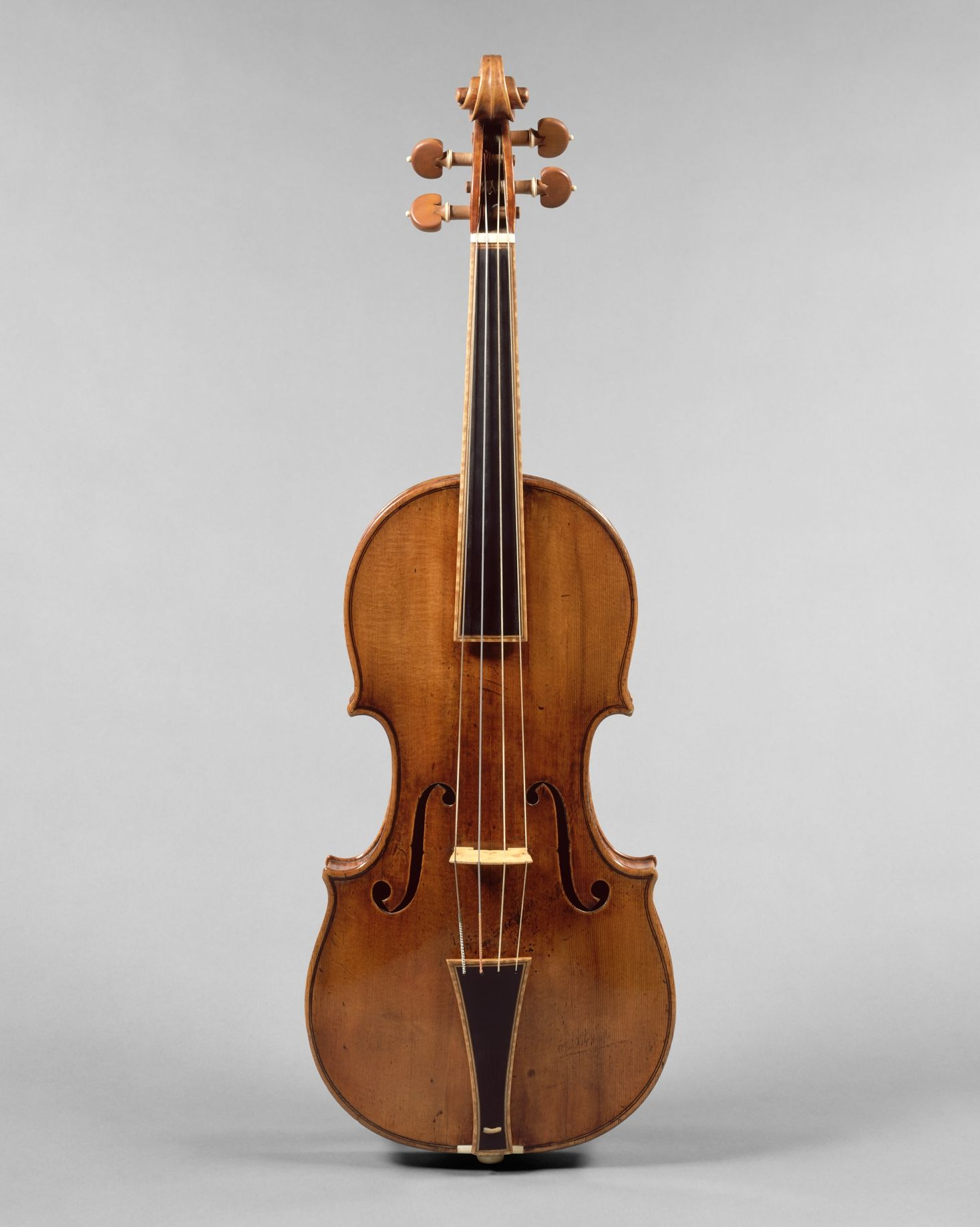
Il Gould (1693)
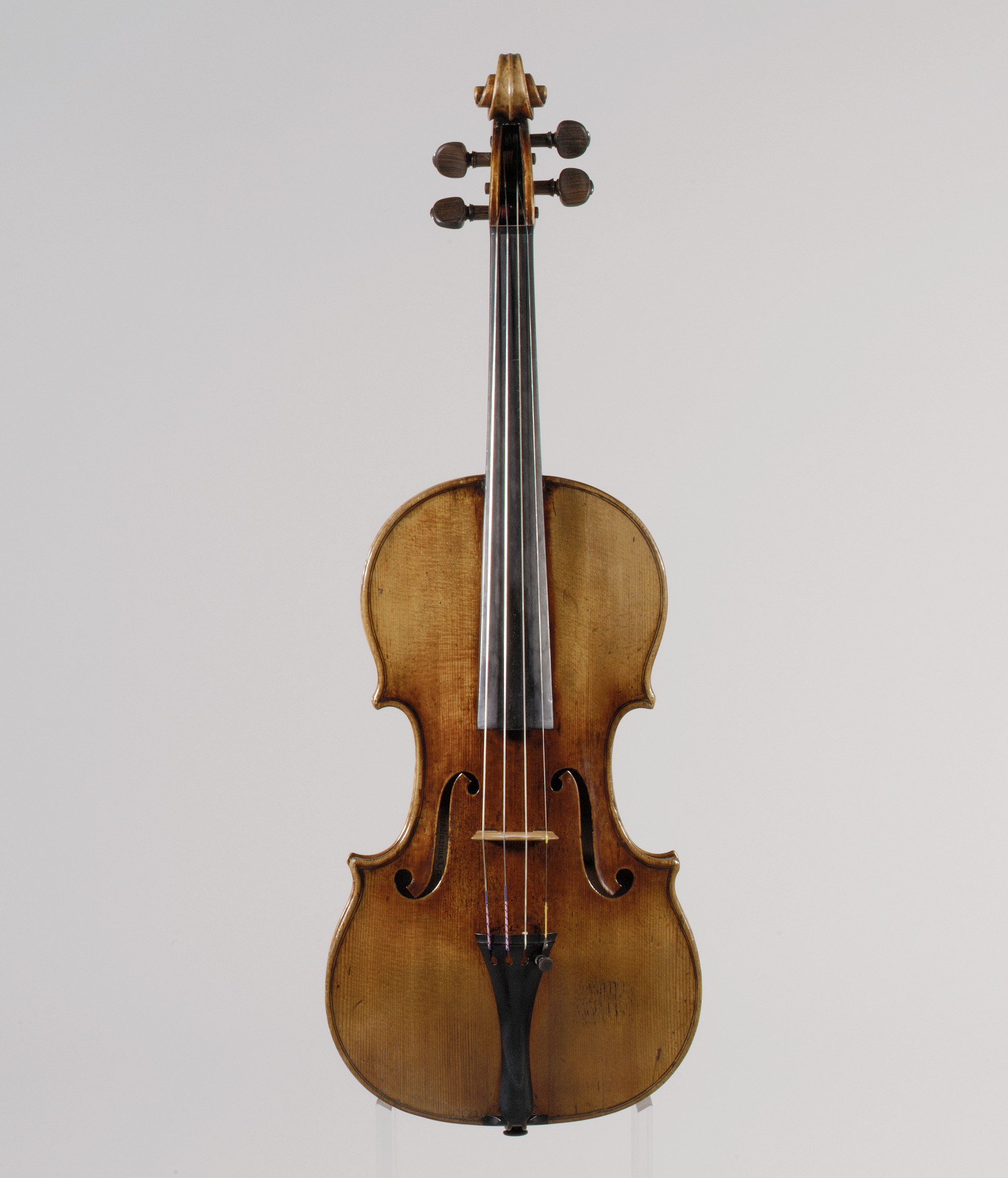
L'Antonius (1711)
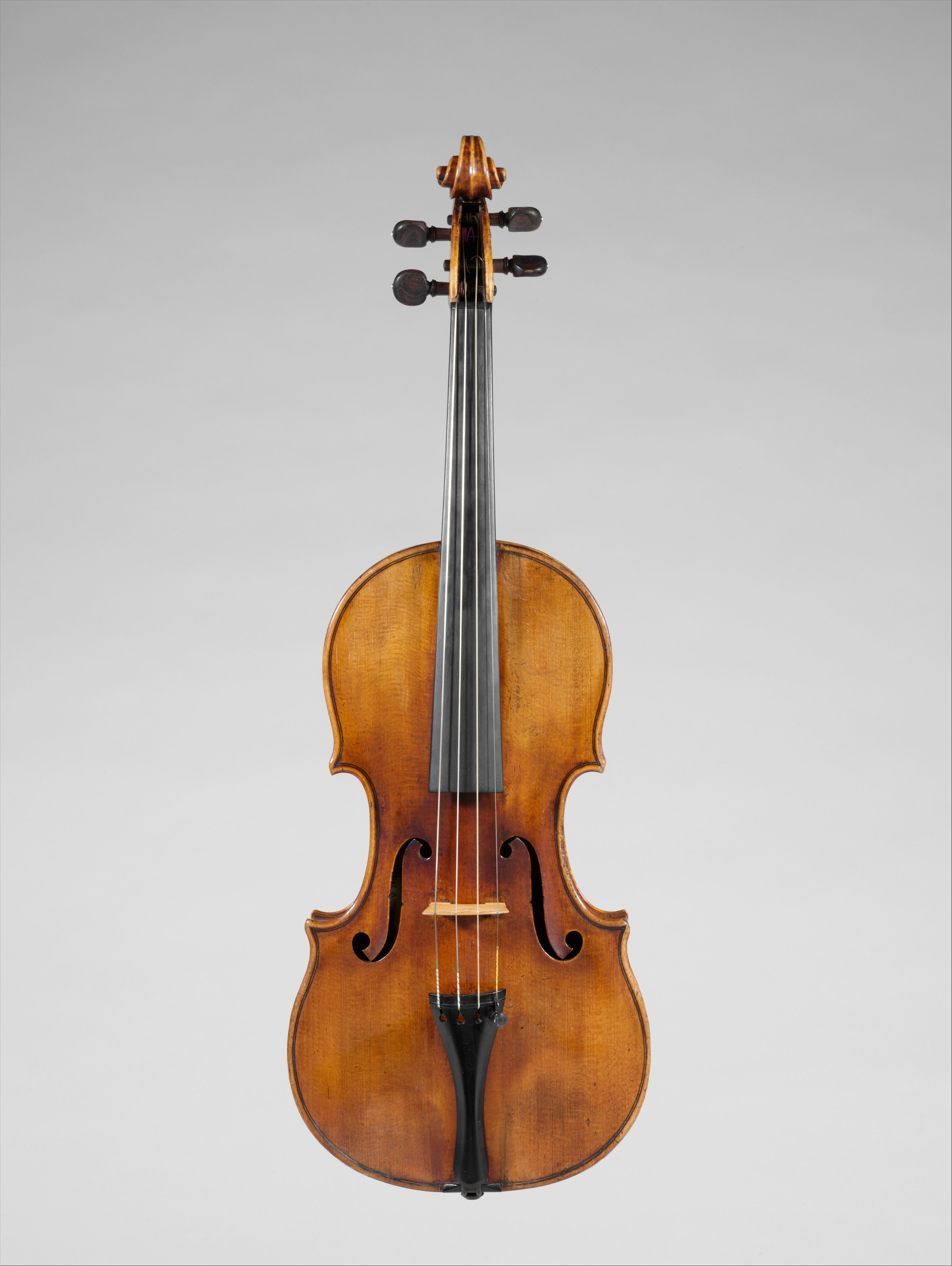
Il Francesca (1694)

### Viole
Sono note dodici viole Stradivari ancora esistenti.
| Soprannome                             | Anno | Provenienza                                                   | Note |
| -------------------------------------- | ---- | ------------------------------------------------------------- | --- |
| Mahler                                 | 1672 | Fondazione Habisreutinger                                     | La prima delle viole di Stradivari; attualmente in prestito al violista francese Antoine Tamestit. |
| Tenore toscano-Tenore Mediceo (tenore) | 1690 | Cosimo III de' Medici Conservatorio Luigi Cherubini (Firenze) | Costruita insieme alla viola Toscana per completare il Quintetto Mediceo insieme a due violini (uno è il Toscano, l'altro è perduto) e al violoncello Mediceo per Cosimo III de' Medici. Uno dei pochissimi strumenti di Stradivari quasi del tutto originali. Restaurata varie volte nel tempo, non è mai stata alterata (tranne l'altezza del ponticello) e conserva ancora tutte le caratteristiche originali.                                                                      |
| Toscana-Medici (contralto)             | 1690 | Cosimo III de' Medici Cameron Baird                           | Costruita insieme al Tenore toscano per completare il Quintetto Mediceo insieme a due violini (uno è il Toscano, l'altro è perduto) e al violoncello Mediceo per Cosimo III de' Medici. Attualmente in prestito alla Biblioteca del Congresso degli Stati Uniti. |
| Axelrod                                | 1696 |                                                               | Donata alla Smithsonian Institution nel 1997 da Herbert R. Axelrod. Ora fa parte del Quartetto Axelrod. |
| Archinto                               | 1696 | Royal Academy of Music.                                       | |
| Spagnola                               | 1696 | Patrimonio Nazionale (Palazzo Reale, Madrid, Spagna).         | Nota anche come del Quintetto Reale o del Quintetto Palatino quando viene associata al duo di violini Spagnolo I e II (1687-1689) e al violoncello Re di Spagna del 1694. È detta anche Casaux dal nome del violoncellista Juan Ruiz Casaux che nel 1951 riuscì a farla tornare in Spagna dopo il trafugamento durante il breve regno di Giuseppe Bonaparte. In origine esisteva anche la viola tenore del Quintetto Reale, ma fu trafugata insieme alla Spagnola e mai più ritrovata. |
| MacDonald                              | 1701 | Peter Schidlof                                                | Messa all'asta tramite la casa d'aste di strumenti musicali di Londra Ingles & Hayday con Sotheby's nella primavera del 2014, ma non fu raggiunta l'offerta minima di 45 milioni di dollari. |
| Kux; Castelbarco                       | 1714 | Fondazione Fridart                                            | Trasformata da viola d'amore a viola da Jean Baptiste Vuillaume. |
| Russa                                  | 1715 | Collezione di Stato russa                                     | |
| Cassavetti                             | 1727 | Biblioteca del Congresso (Stati Uniti)                        | Donata da Gertrude Clarke Whittall. |
| Paganini-Mendelssohn                   | 1731 | Nippon Music Foundation                                       | Questa viola e il violino Paganini-Desaint del 1680, il violino Paganini-Conte Cozio di Salabue del 1727 e il violoncello Paganini-Ladenburg del 1736, costituiscono il Quartetto Paganini. In prestito a Kazuhide Isomura del Quartetto d'archi Tokyo. Prima faceva parte del quartetto Stradivari della famiglia von Mendelssohn a Berlino. |
| Gibson                                 | 1734 | Fondazione Habisreutinger                                     | Attualmente in prestito alla violista Ursula Sarnthein del quartetto d'archi svizzero Trio Oreade. |

### Violoncelli
Antonio Stradivari ha costruito tra i 70 e gli 80 violoncelli nella sua vita, di cui 63 ancora esistenti.
| Soprannome                    | Anno       | Provenienza | Note |
| ----------------------------- | ---------- | --- | --- |
| Stradivari ex Vaticano        | 1620*/1703 | Emmanuel Gradoux-Matt, New York Comprato da Philip Glass per Wendy Sutter Academia de Arte de Florencia (Messico), in prestito a Nadège Rochat | Originariamente realizzato da Nicola Amati come viola da gamba nel 1620 circa e in seguito convertita in violoncello da Antonio Stradivari, allievo di Amati. |
| ex-Du Pré; ex-Harrell         | 1673       | - Jacqueline du Pré - Lynn Harrell - Yo-Yo Ma - Istvan Vardai                                                                                  | |
| Generale Kyd; ex-Leo Stern    | 1684       | Leo Stern Los Angeles Philharmonic Robert deMaine                                                                                              | Rubato nel 2004 ed in seguito recuperato. |
| Marylebone                    | 1688       | | Donato alla Smithsonian Institution nel 1997 da Herbert R. Axelrod; fa parte del Quartetto Axelrod. |
| Barjansky                     | 1690       | Alexandre Barjansky Julian Lloyd Webber | |
| Mediceo                       | 1690       | - Cosimo III de' Medici - Collezione del conservatorio "Luigi Cherubini" (Firenze)                                                             | Costruito insieme a due violini (uno è il Toscano, l'altro è perduto) per Cosimo III de' Medici e ai quali furono poco dopo aggiunte le due viole tenore e contralto (il Tenore toscano e la Toscana) formando il Quintetto Mediceo.                                             |
| ex-Gendron; ex-Lord Speyer    | 1693       | Edgar Speyer; Fondazione Kunststiftung NRW | In prestito a Maria Kliegel; precedentemente in prestito a Maurice Gendron (1958–1990). |
| Re di Spagna o Decorado       | 1694       | Patrimonio Nazionale (Palazzo Reale, Madrid, Spagna)                                                                                           | Universalmente noto come Quintetto Reale o Quintetto Palatino se incluso con il duo di violini los Decorados (Spagnolo I e II 1687–1689), il violoncello Bajo Palatino del 1700 e la viola Spagnola del 1696. Vedi Juan Ruiz Casaux.                                             |
| Bajo Palatino                 | 1700       | Patrimonio Nazionale (Palazzo Reale, Madrid, Spagna)                                                                                           | Noto anche come del Quintetto Reale o del Quintetto Palatino se incluso con il duo di violini los Decorados (Spagnolo I e II 1687–1689), il violoncello Bajo Palatino del 1700 e la viola Spagnola del 1696.                                                                     |
| Bonjour                       | 1696       | Abel Bonjour Consiglio canadese per le Arti | In prestito a Bryan Cheng. |
| Lord Aylesford                | 1696       | Nippon Music Foundation | In prestito a Pablo Ferrández; Precedentemente in prestito a Danjulo Ishizaka e János Starker (1950–1965). |
| Castelbarco                   | 1697       | Biblioteca del Congresso (Stati Uniti) | Donato da Gertrude Clarke Whittall. |
| Stradivari Cholmondeley       | 1698       | collezionista anonimo | Acquistato nel 1988 per un record di 682.000 GBP |
| Stauffer; ex-Cristiani        | 1700       | Jean Louis Duport Elise Barbier Cristiani | In mostra al Museo Civico di Cremona. |
| Servais                       | 1701       | National Museum of American History | In prestito a Anner Bijlsma. |
| Paganini-Contessa di Stanlein | 1707       | Bernard Greenhouse | Venduto a gennaio 2012 per ca. $6 milioni ad un mecenate delle arti di Montréal (in seguito identificato come Jacqueline Desmarais); in prestito a Stéphane Tétreault. |
| Boccherini; Romberg           | 1709       | | Suonato per la prima volta da Pablo Casals. |
| Markevitch; Delfino           | 1709       | Proprietà della Fondazione Fridart | |
| Gore Booth; Barone Rothschild | 1710       | Gustav Bloch-Bauer Rocco Filippini | Sottratto a Gustav Bloch-Bauer dai nazisti nel 1938, rimase alle autorità tedesche fino al 1956. Il violoncello appare nel film Woman in Gold suonato da Bloch-Bauer, che lo ha ricevuto in prestito a vita dalla famiglia Rothschild.                                           |
| Duport                        | 1711       | Mstislav Rostropovich (1974–2007) | |
| Mara                          | 1711       | Heinrich Schiff Amedeo Baldovino | Perso nel luglio 1963 quando il traghetto Montevideo-Buenos Aires prese fuoco e affondò; successivamente recuperato in pezzi nella sua custodia e ricostruito da W.E. Hill & Sons.                                                                                               |
| Davidov                       | 1712       | Conte Matvei Wielhorski (Виельгорский, Матвей Юрьевич) (1794–1866) Karl Davidov Jacqueline du Pré                                              | In prestito a Yo-Yo Ma. |
| Batta                         | 1714       | - J. P. Thibout - Alexander Batta - W.E. Hill & Sons - Baron Johann Knoop - Gregor Piatigorsky                                                 | Attualmente in mostra al Metropolitan Museum of Art, New York City. |
| de Vaux                       | 1717       | | In prestito a Adam Klocek. |
| Amaryllis Fleming             | 1717       | ex-Blair-Oliphant, ex-Hegar, ex-Kühn, ex-Küchler                                                                                               | Precedentemente di proprietà di Amaryllis Fleming, sorellastra degli scrittori Ian e Peter Fleming. Il manico, il riccio e la tavola armonica non sono originali, a seguito di ampie riparazioni nel XVIII secolo del liutaio spagnolo José Contreras; messo all'asta nel 2008.  |
| Becker                        | 1719       | Hugo Becker | |
| Piatti                        | 1720       | Carlos Prieto | Prima parte del quartetto di Stradivari della famiglia von Mendelssohn a Berlino. |
| Vaslin                        | 1723       | LVMH | In prestito a Christian-Pierre La Marca. |
| Baudiot                       | 1725       | Gregor Piatigorsky | Lasciato in eredità a Evan Drachman da suo nonno Gregor Piatigorsky. |
| Chevillard                    | 1725       | Museu da Música, Lisbona | |
| Marchese di Corberon; ex-Loeb | 1726       | Royal Academy of Music | Precedentemente di proprietà di Hugo Becker e Audrey Melville, che lo lasciarono in eredità alla RAM nel 1960. L'amica di Melville, Zara Nelsova, lo ha tenuto fino alla sua morte nel 2002, come condizione del lascito di Melville. Attualmente in prestito a Steven Isserlis. |
| Conte di Saveuse              | 1726       | | Il conte di Saveuse d'Abbeville, Edward Latter, Archibald Hartnell, Michael Edmonds, successivamente lo prestarono a Michael Evans. |
| De Munck; ex-Feuermann        | 1730       | - Emmanuel Feuermann - Aldo Parisot - Nippon Music Foundation                                                                                  | In prestito a Steven Isserlis. |
| Pawle                         | 1730       | Chimei Museum | Una volta prestato a Yo-Yo Ma nel 1999, quando il manico del Petunia (un Montagnana del 1733) fu danneggiato prima di un concerto a Taiwan. |
| Braga                         | 1731       | Gaetano Braga dal 1856. | In prestito al cellista coreano Myung-wha Chung. |
| Stuart                        | 1732       | Frederick the Great, Steven Honigberg | Secondo Vladimir Putin, il suo amico Sergei Roldugin acquistò lo strumento per $ 12 milioni. |
| Paganini-Ladenburg            | 1736       | Nippon Music Foundation. | Questo violoncello e il violino Paganini-Desaint del 1686, il violino Paganini-Conte Cozio di Salabue del 1727 e la viola Paganini-Mendelssohn del 1731, formano il Quartetto Paganini. In prestito a Clive Greensmith del Quartetto d'Archi Tokyo.                              |

### Chitarre
Esistono cinque chitarre complete di Stradivari e alcuni frammenti di altre - compreso il manico di una sesta chitarra, di proprietà del Conservatorio di Parigi. Queste chitarre hanno dieci corde riunite a coppie in cinque cori, come era tipico all'epoca.
| Soprannome | Anno | Provenienza                           | Note |
| ---------- | ---- | ------------------------------------- | --- |
| Hill       | 1688 | Ashmolean Museum at Oxford University | ex-Kabayao-Dolfus Stradivarius 1724 |
| Sabionari  | 1697 | Collezione privata                    | Attualmente l'unica chitarra Stradivari suonabile. Contemporanea dei primi violini colorati Aurora e Hellier. Come molte altre chitarre barocche, era stata alterata nel XIX secolo per conformarla alla mutata estetica musicale. Recentemente è stata riportata alla conformazione barocca da Sinier de Ridder, con la messa a punto di Lorenzo Frignani. |
| Rawlins    | 1700 | National Music Museum, South Dakota.  | Prima di proprietà del violinista Louis Krasner. |

### Arpe
L'unica arpa sopravvissuta di Stradivari è l'arpetta (piccola arpa), di proprietà del Conservatorio di musica di San Pietro a Maiella a Napoli, Italia.

### Mandolini
Esistono due mandolini Stradivari esistenti noti. Il Cutler-Challen Choral Mandolino del 1680 è nella collezione del National Music Museum dell'Università del Dakota del Sud a Vermillion. L'altro, datato ca. 1706, è di proprietà del collezionista privato Charles Beare di Londra. Conosciuto come Mandolino Coristo, ha otto corde.

### Archetti
Un archetto di Stradivari, quello del violino Carlo IV attribuito al laboratorio di Antonio Stradivari, è attualmente nella collezione del National Music Museum (Numero oggetto: 04882), presso l'Università del Sud Dakota a Vermillion. L'archetto del violino della Galleria Rawlins, (NMM 4882), è attribuito al laboratorio di Stradivari, Cremona, ca. 1700. Questo è uno dei due archetti (l'altro si trova in una collezione privata a Londra) attribuito al laboratorio di Antonio Stradivari.